# Giuseppe Fina
Giuseppe Fina (Lesa, 11 luglio 1924 – Villasimius, 12 agosto 1998) è stato un regista italiano.

## Biografia
Nato a Lesa nel 1924, dopo una carriera di giornalista (Milano Sera, La Notte, Corriere della Sera), nel 1964 ha iniziato a collaborare con la tv con l'inchiesta I figli della società, cui hanno fatto seguito Genitori, un mestiere difficile (1965) e Saper invecchiare. La sua passione per la psicologia dell'età evolutiva lo portò a scrivere diversi libri e a fondare il Child Ecology International, associazione che si occupa di prevenzione del disagio giovanile e della tossicodipendenza, nel cui comitato scientifico siedono luminari di tutto il mondo.
Fina ha diretto anche molte opere di prosa e sceneggiati per la tv, soprattutto per la Rai, vincendo molti premi. Tra i suoi lavori: Il caso Chesmann, Il caso Liuzzo, Non lasciamoli soli, Un fatto di cronaca, La brava gente, Ross: Lawrence d'Arabia, Un cappello pieno di pioggia, Detective story, Diario Partigiano, I passi sulla neve (tratto da un racconto di Mario Soldati), Il testimone, Con rabbia e dolore (1972), L'edera (1974, da Grazia Deledda), Il processo a Maria Tarnowska (1977), L'incendio (1981, contro i roghi dolosi all'Argentario per la speculazione edilizia), Buio nella valle (1984, sui delitti di Alleghe), Attentato al papa di Sandro Petraglia e Stefano Rulli (1986).
È deceduto il 12 agosto 1998 a Villasimius, a causa di un infarto.

## Filmografia

### Attore
- Le italiane e l'amore nell'episodio La separazione legale, regia di Florestano Vancini (1961)

### Regista
- Pelle viva (1962) - anche sceneggiatore
- Non lasciamoli soli – film TV (1968)
- Vivere insieme nell'episodio Un caso di cronaca – serie TV (1969)
- Il testimone – film TV (1970)
- Il socio – film TV (1972)

### Autore
- Tania – film TV (1967)
- Simone Weil – film TV (1967)
- Salvo D'Acquisto, regia di Romolo Guerrieri (1975)
- Un caso clinico – film TV (1982)
- Donna d'onore, regia di Stuart Margolin – miniserie TV (1990)
- Fuori gioco – film TV (1993)
- La donna dell'est – film TV (1994)
- Le radici del cielo – film TV (1995)
- La bravata – film TV (1995)
- Dentro fino al collo – film TV (1996)

### Autore e regista
- Il cero – cortometraggio (1956)
- La terra che non ride – cortometraggio documentaristico (1961)
- L'attentato di Serajevo – film TV (1967)
- Il caso Novak – film TV (1967)
- Un caso di cronaca — film TV (1968)
- Sei anni dopo – film TV (1968)
- La brava gente – film TV (1968)
- Il caso Chessman – film TV (1968)
- Un cappello pieno di pioggia – film TV (1969)
- Lawrence d'Arabia – film TV (1969)
- Intolerance: il caso Liuzzo – film TV (1969)
- Passi sulla neve – film TV (1970)
- Diario partigiano – film TV (1970)
- Detective Story – film TV (1970)
- Un ispettore in casa Birling – film TV (1972)
- Con rabbia e con dolore – miniserie TV (1972)
- L'edera – miniserie TV (1974)
- Tre minuti a mezzanotte – film TV (1974)
- La quinta colonna – film TV (1975)
- La corda d'argento – film TV (1975)
- Processo a Maria Tarnowska – miniserie TV (1977)
- La lista Molibdeno – film TV (1980)
- Progetto di vita – film TV (1981)
- Buio nella valle – miniserie TV (1984)
- Attentato al Papa – miniserie TV (1986)